# Madeleine Martin (skådespelare född 1993)
Madeleine Martin, född 15 april 1993 i New York, är en amerikansk skådespelare som framförallt gjort sig känd för sin medverkan i tv-serien Californication som karaktären Rebecca Moody men även för sin medverkan i Hemlock Grove och The Discoverers. Hon blev bland annat utnämnd till en av "55 faces of the future" av tidningen Nylon. Hon har bland annat vunnit Gen Art Film Festivals pris Stargazer Award samt RiverRun International Film Festival Special Jury Prize.